# Delfina Merino
Delfina Merino (n. el 15 d'octubre de 1989 a Vicente López) és una jugadora argentina d'hoquei sobre gespa que exerceix en la Selecció del seu país i en el Club Banc Província. Becada per la Secretaria d'Esports de la Nació.

## Trajectòria
Delfina va començar a jugar a l'hoquei als cinc anys per iniciativa dels seus pares en el Club Banc Província, club en el qual juga en l'actualitat i amb el qual va aconseguir l'ascens a primera divisió en 2013.
Des de 2009, sota l'adreça tècnica de Gabriel Minadeo, va ser convocada a la selecció major, posteriorment amb l'entrenador Carlos Retegui, Delfina es va tornar una jugadora assídua en aquest equip, fins al punt de formar part del planter que es va consagrar campió en el Campionat Mundial de Rosario 2010.
Delfina és destra; i a més de jugar a l'hoquei estudia dret en la Universitat de Buenos Aires.

### Participacions en Copes del Món
| Mundial              | Seu           | Resultat | Partits | Gols |
| -------------------- | ------------- | -------- | ------- | ---- |
| Copa Mundial de 2010 | Argentina     | Campió   | ?       | 0    |
| Copa Mundial de 2014 | Països Baixos | 3° lloc  | ?       | 2    |

### Participacions en Jocs Olímpics
| Any                | Seu        | Resultat        | Partits | Gols |
| ------------------ | ---------- | --------------- | ------- | ---- |
| Jocs Olímpics 2012 | Regne Unit | Plata           | ?       | 0    |
| Jocs Olímpics 2016 | Brasil     | Quarts de final | ?       | 2    |

### Participacions en Jocs Panamericans
| Any                    | Seu          | Resultat | Partits | Gols |
| ---------------------- | ------------ | -------- | ------- | ---- |
| Jocs Panamericans 2011 | Mèxic        | Plata    | ?       | 4    |
| Jocs Panamericans 2015 | Plantilla:CA | Plata    | 6       | 6    |

### Participacions en Champions Trophy
| Any                   | Seu           | Resultat | Partits | Gols |
| --------------------- | ------------- | -------- | ------- | ---- |
| Champions Trophy 2009 | Austràlia     | 1° lloc  | 4       | 0    |
| Champions Trophy 2010 | Plantilla:ING | 1° lloc  | 6       | 2    |
| Champions Trophy 2011 | Plantilla:HOL | 2° lloc  | 6       | 2    |
| Champions Trophy 2012 | Argentina     | 1° lloc  | 6       | 2    |
| Champions Trophy 2014 | Argentina     | 1° lloc  | ?       | 1    |
| Champions Trophy 2016 | Plantilla:ING | 1° lloc  | 6       |      |

## Palmarès
Títols en la selecció juvenil i en la major.
- 2008 - Medalla de bronze en el Campionat Panamericà Junior (Mèxic DF, Mèxic).
- 2009 - Medalla d'or en la Copa Panamericana (Hamilton, Bermudes).
- 2009 - Medalla de plata en el Quatre Nacions (Sud-àfrica).
- 2009 - Medalla d'or en el Champions Trophy (Sydney, Austràlia).
- 2009 - Medalla de plata en el Campionat Mundial Juvenil (Boston, Estats Units).
- 2010 - Medalla d'or en el Champions Trophy (Nottingham, Anglaterra).
- 2010 - Medalla d'or en el Campionat Mundial (Rosario, Argentina).
- 2011 - Medalla de plata en el Champions Trophy (Amsterdam, Països Baixos).
- 2011 - Medalla de plata en els Jocs Panamericans (Guadalajara, Mèxic).
- 2012 - Medalla d'or en el Champions Trophy (Rosario, Argentina).
- 2012 - Medalla de plata en els Jocs Olímpics (Londres, Anglaterra).
- 2013 - Medalla d'or en la Copa Panamericana (Mendoza, Argentina).
- 2014 - Medalla de bronze en Campionat Mundial (la Haia, Països Baixos).
- 2014 - Medalla d'or en el Champions Trophy (Mendoza, Argentina).
- 2015 - Medalla de plata en els Jocs Panamericans (Toronto, Canadà).
- 2015 - Medalla d'or en la Lliga Mundial (Rosario, Argentina).
- 2016 - Medalla d'or en el Champions Trophy (Londres, Anglaterra).